# 10cc
10cc е дебютният албум на британската рок група Тен Си Си. Записан е в Стробери Студиос в Стокпорт, която е отчасти стопанисвана от китариста и инженер Ерик Стюарт, и излиза на Джонатан-Кинговия Ю Кей Рекърдс (каталожен номер: UKAL 1005). Албумът достига 36-а позиция във Великобритания.
Три от петте сингъла достигат Топ 10 на британските класации, включително Rubber Bullets (№1). Последното парче, Fresh Air for My Mama, е преработка на You Didn't Like It Because You Didn't Think of It, Б-страна на Neanderthal Man от 70-те, който е международен хит на групата под старото ѝ име Хотлегс.
В някои версии на албума редът на песните е променен.

## Списък на композициите
- „Johnny, Don't Do It“ (Kevin Godley, Lol Creme, Graham Gouldman) – 3:36
- „Sand in My Face“ (Godley, Creme, Gouldman) – 3:36
- „Donna“ (Godley, Creme) – 2:53
- „The Dean and I“ (Godley, Creme) – 3:03
- „Headline Hustler“ (Gouldman, Eric Stewart) – 3:31
- „Speed Kills“ (Stewart, Godley, Creme, Gouldman) – 3:47
- „Rubber Bullets“ (Godley, Creme, Gouldman) – 5:15
- „The Hospital Song“ (Godley, Creme) – 2:41
- „Ships Don't Disappear in the Night (Do They?)“ (Gouldman, Stewart) – 3:04
- „Fresh Air for My Mama“ (Godley, Creme, Stewart)– 3:04

## Творчески състав
- Ерик Стюарт – водеща електрическа китара, слайд китара, Муг синтезатор, вокали
- Греъм Гулдман – бас китара, акустична китара, китара добро, електрическа китара, тамбурина, вокали
- Лол Крийм – акустична китара, електрическа китара, голямо пиано, синтезатор, мелотрон, перкусии, вокали
- Кевин Годли – барабани, перкусии, вокали